# On-Yaramá
Pour plus de détails, voir Fiche technique et Distribution.
On-Yaramá est un film documentaire espagnol réalisé en 2008.

## Synopsis
Le documentaire filme des chants et danses en Afrique occidentale, en particulier au Sénégal et en Guinée-Conakry. Il présente la vie de certains artistes qui par leurs témoignages font part de leurs expériences vécues et du rôle que jouent la musique et la danse dans leur mode de vie.

## Fiche technique
- Réalisation : Grupo Yaramá y Asociación Malévola
- Production : Asociación Malévola
- Scénario : Maribel Rangel
- Image : Félix Mendez
- Son : Félix Mendez
- Musique : Yaramá
- Montage : Félix Méndez
- Interprètes : Mamadou Diabang, Tie Cumba Diabang, Aly Silla, Koungbanan Condé, Babara Bangoura, Fode Camara, Fanta Cissoko, Ibrahima Sori